# Meilichius fuscipes
Meilichius fuscipes es una especie de coleóptero de la familia Endomychidae.

## Distribución geográfica
Habita en Sumatra (Indonesia.